# Sowno (gmina)
Sowno (do 1946 Polska Wieś) – dawna gmina wiejska istniejąca w latach 1945–1954 w woj. szczecińskim (dzisiejsze woj. zachodniopomorskie). Siedzibą władz gminy było Sowno.
Gmina o nazwie Polska Wieś powstała w czerwcu 1945 na terenie tzw. Ziem Odzyskanych (tzw. III okręg administracyjny – Pomorze Zachodnie), jako jedna z 12 gmin zbiorowych, na które podzielono powiat nowogardzki. 28 czerwca 1946 gmina weszła w skład nowo utworzonego woj. szczecińskiego.
1 maja 1948 do gminy Sowno przyłączono gromady  Sławociesze i Wielgowo ze zniesionej gminy Załom w powiecie gryfińskim.
Według stanu z 1 lipca 1952 gmina Sowno składała się z 6 gromad: Cisewo, Niedźwiedź, Sławociesze, Sowno, Strumiany i Wielgowo. Gmina została zniesiona 29 września 1954 wraz z reformą wprowadzającą gromady w miejsce gmin. Jednostki nie przywrócono 1 stycznia 1973 wraz z kolejną reformą reaktywującą gminy, a jej dawny obszar wszedł głównie w skład nowej gminy Stargard Szczeciński oraz Szczecina.